# Luísa Villalta Gómez
Luisa Villalta Gómez (La Corunya, 15 de juliol de 1957 - La Corunya, 6 de març de 2004) va ser una escriptora, filòloga i violinista gallega. Va escriure poesia, teatre, narrativa, assaigs, articles i traduccions. També va destacar per la seva intensa activitat cultural.
La Real Academia Galega li va dedicar el Dia de les Lletres Gallegues del 2024.

## Obra

### Teatre
- Concerto para un home só (1989). Cadernos da Escola Dramática Galega n.º 76. Estrenada al Teatre Rosalia de Castro a l'octubre de 2004.[3]
- O representante (1990). Cadernos da Escola Dramática Galega n.º 85.
- O paseo das esfinxes (1991). Cadernos da Escola Dramática Galega nº 88.
- As certezas de Ofelia (1999). Casahamlet n.º 1, Diputació de La Corunya.[4]
- Os doces anos da guerra (2001). Revista Galega de Teatro n.º 29.
- Obra dramática completa. Sinfonía de escenas (2018). Edicións Proscritas.[5]

### Narrativa
- Siléncio, ensaiamos (1991). La Corunya: Vía Láctea. ISBN 84-86531-66-7.[6]
- Teoría de xogos (1997). Santiago de Compostel·la: Laiovento. ISBN 978-84-89896-14-3 Error en ISBN: suma de verificació no vàlida.[7]
- As chaves do tempo (2001). Vigo: A Nosa Terra. ISBN 978-8495350718.[8]
- Desperta do teu sono (2002). Edició digital.[9]
- Narrativa reunida 1991-2001 (2024). Vigo: Galaxia. ISBN 978-8495350718. Obra pòstuma.[10]

### Poesia
- Música reservada (1991). Sada: Ediciós do Castro. ISBN 978-8474925104.
- Ruído (1995). La Corunya: Espiral Maior. ISBN 9788488137609.
- Rota ao interior do ollo (1995). Edições Tema. Plaquette con cinco poemas.
- Apresados sen presa (2002).
- Estudo das sombras (2002).
- Modulación de Orfeu (2002).
- En concreto (2004). La Corunya: Espiral Maior. ISBN 978-8495625984.
- Papagaio (2006). Santiago de Compostel·la: Laiovento. ISBN 8484870863.[11]
- As palabras ingrávidas (2020). Edición de Armando Requeixo. CIRP. ISBN 978-84-453-5365-3.
- Pensar é escuro. Poesía reunida (1991-2004) (2023). Vigo: Galaxia-CIRP. Ed. de A. Requeixo. 364 páxs. ISBN 9788491519966.

## Reconeixements

### Premis literaris[calcitació]
- 1990 - Accésit del Premio de Relatos Pedrón de Ouro, per A taberna do holandés.
- 2003 - Premi Espiral Maior de Poesia, per En Concreto.

### Premis amb el seu nom
- Premi Luísa Villalta a iniciatives normalitzadores (Universitat de Santiago de Compostel·la i Universitat de la Corunya): per la promoció de la reflexió i la implicació de la comunitat universitària gallega en la situació de la llengua.[12][13]
- Premi Luísa Villalta de projectes culturals per la Igualtat (Diputació de la Corunya).[14]

### Homenatges pòstums
- Té un carrer dedicat a La Corunya.[cal citació]
- L'Institut d'Educació Secundària Isaac Díaz Pardo de Sada li va dedicar un número de la seva revista i també li va posar el nom de Luísa Villalta a la seva biblioteca escolar.[15]
- El 2013 es va estrenar el documental Luísa Villalta: paixón e compromiso (Luísa Villalta: passió i compromís) amb la producció de Gallaecia Films.[16]
- El 6 de març de 2019 va ser homenatjada pel Centro Ramon Piñeiro para a Investigación en Humanidades (CIRP) a la jornada Palabra de Muller celebrada a Santiago de Compostel·la.[17]
- El 2022 el col·lectiu A Sega va dedicar-li el Dia de les Lletres Gallegues de manera particular.[18]
- El juny de 2023 la Real Academia Galega va declarar que el Dia de les Lletres Gallegues de 2024 estaria dedicat a Luísa Villalta, destacant que va ser creadora d'una obra singular i sòlida.[2]
- L'abril de 2024 la Real Academia Galega va estrenar una sèrie de sis episodis titulada Luísa Villalta: a rebelión da palabra. La producció va ser dirigida per Damián Varela Pastrana.[19]